# Siddinghausen (Unna)
Siddinghausen ist ein Stadtteil der westfälischen Stadt Unna im gleichnamigen Kreis mit mehr als 100 Einwohnern.

## Geographie

### Lage
Siddinghausen liegt im Südosten der Stadt Unna.

### Nachbargemeinden
Siddinghausen grenzte im Jahr 1967 im Uhrzeigersinn im Norden beginnend an die Gemeinden Westhemmerde, Hemmerde, Bausenhagen, Ostbüren und Stockum (alle im Kreis Unna).

## Geschichte
Die Bauerschaft Siddinghausen gehörte bei der Errichtung der Ämter in der preußischen Provinz Westfalen zum märkischen Amt Unna, dann zum Amt Unna-Kamen im Kreis Hamm. Anlässlich der Auskreisung der Stadt Hamm am 1. April 1901 wurde aus dem Kreis der Landkreis Hamm. Nach einer Gebietserweiterung im Jahr 1929 wurde dieser im Oktober 1930 in Kreis Unna umbenannt. Am 1. Januar 1968 wurden die bisherigen Gemeinden Afferde, Billmerich, Hemmerde, Kessebüren, Lünern, Massen, Mühlhausen, Siddinghausen, Stockum, Uelzen und Westhemmerde mit der Stadt Unna zusammengeschlossen. Das bisherige Amt Unna-Kamen wurde aufgelöst.

## Einwohnerentwicklung
| Jahr | Einwohner |
| ---- | --------- |
| 1849 | 210       |
| 1910 | 203       |
| 1931 | 195       |
| 1956 | 205       |
| 1961 | 199       |
| 1967 | 189       |
| 1987 | 164       |
| 2013 | 118       |

## Verkehr
Die Landesstraße L 881 verbindet Siddinghausen im Norden mit Westhemmerde und Lenningsen und im Süden mit Bausenhagen, Stentrop und Frohnhausen.